# Chinantèque d'Ojitlán
Le chinantèque d’Ojitlán ou chinantèque du nord (jújmi kíꞌ tsa kö ꞌwɨ̱̈ɨ̈ en chinantèque d’Ojitlán) est une langue chinantèque parlée au Mexique, dans quatre villes de San Lucas Ojitlán dans l’État d’Oaxaca, et à Minatitlán et Hidalgotitlán dans l’État de Veracruz.

## Classification
Le chinantèque d’Ojitlán est une langue amérindienne qui appartient à la branche chinantèque de la famille des langues oto-mangues.

## Écriture
Plussieurs orthographes chinantèque d’Ojitlán ont été développées. L’Institut national pour l’éducation des adultes (INEA) et la Société internationale de linguistique (SIL) utilisent des orthographes différentes.
Un alphabet unifié pour les langues chinantèques d’Ojitlán, de Valle Nacional et d’Usila, a été conçu lors de la Réunion d’unification de l’alphabet chinantèque organisé par le Centro de Investigación tsa kö wɨ̈ à Tuxtepec en 1990 et est utilisé par l’INEA. Avec cet alphabet, uniquement deux tons sont indiqués : le ton bas avec un macron souscrit et le ton haut avec un accent aigu sur la lettre de la voyelle ou de la nasale.
Dans l’orthographe de l’INEA, le ton haut est indiqué à l’aide de l’accent aigu de la lettre de la voyelle, le ton moyen par l’absence de diacritique au-dessus ou au-dessous de celle-ci, le ton bas à l’aide du trait souscrit, et le ton très bas à l’aide du double trait souscrit. Cette orthographe utilise sept lettres pour les voyelles : ‹ a, e, ɇ, i, ɨ, o, u ›.
| a  | b | ch | e | ɇ | i | j | k  | l | m | n | n |
| ng | ñ | o  | p | r | s | t | ts | u | w | y |   |

Les digrammes composés avec ‹ j ›, ‹ jl, jm, jn, jñ ›, et avec ‹ ' ›, ‹ 'm, 'n, 'ñ ›, sont aussi utilisés. Les voyelles longues sont représentées avec des lettres doubles, les voyelles nasales sont indiquées avec le tréma sur les lettres de voyelles, et le coup de glotte avec l’apostrophe.

## Prononciation
|        | Antérieur | Central | Postérieur | Postérieur |
| ------ | --------- | ------- | ---------- | ---------- |
| Fermé  | i         |         | ɯ          | u          |
| Moyen  | e         |         | ɤ          | o          |
| Ouvert |           | a       |            |            |

Les voyelles peuvent être nasalisé /ĩ ɯ̃ ũ ẽ ɤ̃ õ ã/.
|          |          | Labial | Alvéolaire | Rétroflexe | Palatal | Vélaire | Glottal |
| -------- | -------- | ------ | ---------- | ---------- | ------- | ------- | ------- |
| Occlusif | Occlusif | p      | t          |            |         | k ɡ     | ʔ       |
| Affriqué | Affriqué |        | t͡s         |            | t͡ʃ      |         |         |
| Fricatif | Fricatif |        | s          |            | ʃ       |         | h       |
| Roulé    | Roulé    |        | r          |            |         |         |         |
| Nasal    | voisé    | m      | n          |            |         | ŋ       |         |
| Nasal    | sourd    | m̥      | n̥          |            |         | ŋ̊       |         |
| Lateral  | voisé    |        | l          | ɭ          |         |         |         |
| Lateral  | sourd    |        |            | ɭ̥          |         |         |         |
| Spirant  | voisé    | w      |            |            | j       |         |         |
| Spirant  | sourd    | w̥      |            |            | j̊       |         |         |